# Melanemerella brasiliana
Melanemerella brasiliana is een haft uit de familie Melanemerellidae. De wetenschappelijke naam van de soort is voor het eerst geldig gepubliceerd in 1920 door Ulmer.
De soort komt voor in het Neotropisch gebied.